# Augochlora
Augochlora is een geslacht van vliesvleugelige insecten van de familie Halictidae.

## Soorten
- Augochlora (Augochlora) atlantica Lepeco & Gonçalves, 2020[1]
- Augochlora (Augochlora) australis Lepeco & Gonçalves, 2020[1]
- Augochlora (Augochlora) genalis Lepeco & Gonçalves, 2020[1]
- Augochlora (Augochlora) helena Lepeco & Gonçalves, 2020[1]
- Augochlora (Augochlora) hestia Lepeco & Gonçalves, 2020[1]
- Augochlora (Augochlora) hirsuta Lepeco & Gonçalves, 2020[1]
- Augochlora (Augochlora) laevicarinata Lepeco & Gonçalves, 2020[1]
- Augochlora (Augochlora) scabrata Lepeco & Gonçalves, 2020[1]
- Augochlora (Oxystoglossella) mendax Lepeco & Gonçalves, 2020[1]

- A. albiceps Friese, 1925
- A. albiplantis (Vachal, 1911)
- A. alcyone Smith, 1879
- A. alexanderi Engel, 2003
- A. amphitrite (Schrottky, 1909)
- A. antillana Cockerell, 1910
- A. antonita Michener, 1954
- A. ardens (Vachal, 1911)
- A. aticreis (Vachal, 1911)
- A. atrispinis (Vachal, 1911)
- A. aurifera Cockerell, 1897
- Augochlora (Oxystoglossella) aurinasis (Vachal, 1911)
- A. azteca (Vachal, 1911)
- A. bodkini Cockerell, 1923
- A. bogotensis (Vachal, 1911)
- A. bractealis (Vachal, 1904)
- A. brachyops (Vachal, 1911)
- Augochlora (Augochlora) braziliensis (Vachal, 1911)
- A. buscki Cockerell, 1910
- A. caerulescens Friese, 1921
- Augochlora (Augochlora) caerulior Cockerell, 1900
- A. cephalica (Moure, 1941)
- A. clarki Michener, 1954
- A. cordiaefloris Cockerell, 1907
- A. cupraria Friese, 1925
- A. cyaneoviridis Ashmead, 1900
- Augochlora (Augochlora) cydippe (Schrottky, 1910)
- A. cylix (Vachal, 1911)
- A. cymatoides (Vachal, 1911)
- A. chiriquiana Michener, 1954
- Augochlora (Augochlora) daphnis Smith, 1853
- A. decorata (Smith, 1853)
- A. detudis (Vachal, 1911)
- A. diaphractes (Vachal, 1911)
- A. dolichocephala (Moure, 1941)
- A. dorsualis (Vachal, 1911)
- A. ectasis (Vachal, 1911)
- A. engys (Vachal, 1911)
- A. erubescens Cockerell, 1923
- Augochlora (Augochlora) esox (Vachal, 1911)
- Augochlora euryale (Schrottky, 1906)
- A. feronia Smith, 1879
- Augochlora (Augochlora) foxiana Cockerell, 1900
- Augochlora (Augochlora) francisca Schrottky, 1902
- A. fugax (Vachal, 1904)
- A. fulgidana Friese, 1925
- A. fulvilabris Friese, 1917
- A. glabricollis Friese, 1917
- A. haitiensis (Vachal, 1911)
- A. hallinani Michener, 1954
- A. holti Cockerell, 1927
- A. ignifera Crawford, 1914
- A. igniventris (Vachal, 1911)
- A. iheringi Cockerell, 1900
- Augochlora (Oxystoglossella) iphigenia Holmberg, 1886
- A. isthmii Schwarz, 1934
- A. jamaicana Cockerell, 1909
- Augochlora janae Laroca & Buys, 2013
- Augochlora (Augochlora) jugalis (Vachal, 1911)
- A. labrosa (Say, 1837)
- A. laevipyga (Kirby, 1890)
- A. laneifrons (Vachal, 1911)
- A. leprieuri (Spinola, 1841)
- A. leptis (Vachal, 1911)
- A. lethe (Schrottky, 1909)
- A. liapsis (Vachal, 1911)
- A. lorenzinis Strand, 1910
- A. lyoni Cockerell, 1918

- A. magnifica Cresson, 1865
- A. matucanensis Cockerell, 1914
- A. micans (Moure, 1940)
- A. microchlorina Cockerell, 1949
- A. microsticta Moure, 1943
- Augochlora (Oxystoglossella) morrae Strand, 1910
- A. mourei Michener, 1954
- Augochlora (Augochlora) mulleri Cockerell 1900
- Augochlora (Augochlora) nausicaa (Schrottky, 1909)
- A. neivai (Moure, 1940)
- A. neottis (Vachal, 1911)
- A. nigrocyanea Cockerell, 1897
- A. nominata Michener, 1954
- A. notialis (Vachal, 1904)
- A. obscuriceps Friese, 1925
- A. oedesis (Vachal, 1911)
- A. pachytes (Vachal, 1911)
- A. patruelis (Vachal, 1911)
- Augochlora (Augochlora) perimelas Cockerell, 1900
- A. phanerorhina Cockerell, 1930
- Augochlora (Augochlora) phoemonoe (Schrottky, 1909)
- A. phoenicis (Vachal, 1911)
- A. pinacis (Vachal, 1911)
- A. plutax (Vachal, 1911)
- Augochlora posadensis (Schrottky, 1914)
- A. praeclara Cresson, 1865
- A. punctibasis (Vachal, 1911)
- A. pura (Say, 1837)
- Augochlora (Augochlora) pyrgo (Schrottky, 1910)
- A. pyrrhias (Vachal, 1911)
- A. quiriguensis Cockerell, 1913
- A. regina Smith, 1853
- A. repandirostris (Vachal, 1911)
- A. rightmyerae Engel, 2000
- A. rohdei (Vachal, 1911)
- Augochlora (Augochlora) seitzi Cockerell, 1929
- A. semiramis (Schrottky, 1910)
- A. sidaefoliae Cockerell, 1913
- A. smaragdina Friese, 1917
- A. sphaerites (Vachal, 1911)
- A. sporas (Vachal, 1911)
- A. styx (Schrottky, 1909)
- A. tantilla Moure, 1943
- A. thalia Smith, 1879
- A. thaliana Strand, 1910
- A. thebe (Schrottky, 1909)
- Augochlora (Augochlora) thusnelda (Schrottky, 1909)
- A. townsendi Cockerell, 1897
- A. transversalis Sandhouse & Cockerell, 1924
- A. vincentana Cockerell, 1910
- A. viridinitens Cockerell, 1931
- A. xesis (Vachal, 1911)